# جمعية الدفاع عن المرأة الدنماركية

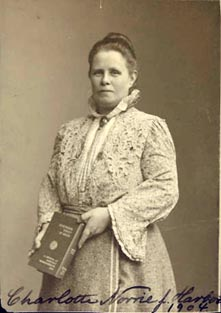

أُنشئت جمعية الدفاع عن المرأة الدنماركية في عام 1907 للرفع من جاهزية قوات الدفاع الملكية الدنماركية في ظل تصاعد التوتر عبر أوروبا.
كانت تعتبر إحدى أكبر المنظمات النسائية الدنماركية حتى الحرب العالمية الأولي بعدد مشتركات وصل الي 50000
وكان لها فروعاً عبر البلد كمنظمة التزمت الحياد سياسياً وعملت على جعل حيادية الدنمارك أكثر اقناعاً. حيث عملت على توجيه الساسة بالحاجة لتطوير القوات المسلحة في حين شجعت الرجال على الاهتمام المستمر بالدفاع.
قامت مجموعة من عضواتها في 1913 بتوفير التمويل اللازم للذخائر والملابس لصالح الفيلق التطوعي لأطلاق النار.
وبعد أن حصلن السيدات على حق الانتخاب في عام 1915 تم اتخاذ قرار بمفاده ان التقدم المستقبلي بخصوص الدفاع سيعتمد على مشاركتهم السياسية. وعلى أساسه تم تقويض المنظمة عام 1921.
تضمنت الشخصيات البارزة من الجمعية كل من شارلوته نوري المؤسسة والرئيسة من فترة 1907 حتى 1915, رأست المنظمة بعد ذلك آجنس سلوتمولر خلال الفترة بين 1915 إلى 1917, خلفتها بعد ذلك كريستين لانكيلد للفترة بين 1917 حتى 1919. تعد أيضا كل من ماتيلدا مولينغ وجوان مونتر من العضوات النشطات للمنظمة
ونظرا لاستمرار دعم أهداف المنظمة الواقعة جنوب الحدود الدانمركية الجديدة في جنوب يوتلاند، وعلى إثر مبادرة كل من إلين بير وجولى رامسينغ وداجمر شميغلوف تم تأسيس جمعية جديدة باسم جمعية شليسفيك النسائية الدنماركية.